# 2008年夏季奧林匹克運動會曲棍球比賽
2008年夏季奧林匹克運動會的曲棍球比賽由8月9日至8月23日於奧林匹克森林公園曲棍球場舉行，本屆的曲棍球賽事會產生兩枚金牌。

## 參賽球隊

### 男子组
| 国家     | 参赛资格                         |
| -------- | -------------------------------- |
| 中國     | 主辦國                           |
|          | 2006年多哈亞運銀牌得主           |
| 巴基斯坦 | 2006年多哈亞運銅牌得主           |
| 西班牙   | 2007年歐洲曲棍球錦標賽首三       |
| 比利时   | 2007年歐洲曲棍球錦標賽首三       |
| 荷蘭     | 2007年歐洲曲棍球錦標賽首三       |
| 南非     | 2007年非洲曲棍球錦標賽冠軍得主   |
| 加拿大   | 2007年泛美運動會金牌得主         |
|          | 2007年大洋洲曲棍球錦標賽冠軍得主 |
| 新西兰   | 附加賽出線                       |
| 英国     | 附加賽出線                       |
| 德国     | 附加賽出線                       |

### 女子组
| 国家   | 参赛资格                         |
| ------ | -------------------------------- |
| 中國   | 主辦國                           |
| 日本   | 2006年多哈亞運銀牌得主           |
| 德国   | 2007年歐洲曲棍球錦標賽首三       |
| 英国   | 2007年歐洲曲棍球錦標賽首三       |
| 荷蘭   | 2007年歐洲曲棍球錦標賽首三       |
| 南非   | 2007年非洲曲棍球錦標賽冠軍得主   |
| 阿根廷 | 2007年泛美運動會金牌得主         |
|        | 2007年大洋洲曲棍球錦標賽冠軍得主 |
| 新西兰 | 2007年大洋洲曲棍球錦標賽亞軍得主 |
| 西班牙 | 附加賽出線                       |
| 美国   | 附加賽出線                       |
|        | 附加賽出線                       |

## 各國奖牌榜
| 排名   | 国家／地区 | 金牌 | 银牌 | 铜牌 | 總數 |
| ------ | ---------- | ---- | ---- | ---- | ---- |
| 1      | 德国       | 1    | 0    | 0    | 1    |
| 1      | 荷兰       | 1    | 0    | 0    | 1    |
| 3      | 中国       | 0    | 1    | 0    | 1    |
| 3      | 西班牙     | 0    | 1    | 0    | 1    |
| 5      | 阿根廷     | 0    | 0    | 1    | 1    |
| 5      |            | 0    | 0    | 1    | 1    |
| 總計： | 總計：     | 2    | 2    | 2    | 6    |

## 奖牌得主
| 項目               | 金牌 | 银牌 | 铜牌 |
| 男子曲棍球（詳細） | 德国 · 蒂博尔·魏森博恩 · 马克斯·魏因霍尔德 · 塞巴斯蒂安·比德拉克 · 托比亚斯·豪克 · 马克西米利安·米勒 · 尼克拉斯·迈纳特 · 卡洛斯·内瓦多 · 克里斯托弗·策勒 · 弗洛里安·凯勒 · 马蒂亚斯·维特豪斯 · 本亚明·韦斯 · 菲利普·策勒 · 克里斯蒂安·舒尔特 · 菲利普·维特 · 蒂莫·韦斯 · 莫里茨·菲尔斯特 · 扬-马尔科·蒙塔格 · 奥利弗·科恩 | 西班牙 · 弗朗西斯科·科尔特斯·洪科萨 · 桑蒂·弗雷克萨 · 弗朗西斯科·法夫雷加斯 · 维克托·索霍 · 亚历克斯·法夫雷加斯 · 波尔·阿马特 · 爱德华·图沃 · 罗克·奥利娃 · 胡安·费尔南德斯·拉比利亚 · 拉蒙·阿莱格雷 · 哈维尔·里瓦斯 · 阿尔韦特·萨拉 · 罗德里戈·加尔萨 · 塞尔希·恩里克 · 爱德华·阿沃斯 · 戴维·阿莱格雷 | · 杰米·德怀尔 · 利亚姆·德扬 · 罗伯特·哈蒙德 · 马克·诺尔斯 · 埃迪·奥肯登 · 戴维·格斯特 · 卢克·德尔纳 · 格兰特·舒伯特 · 贝文·乔治 · 安德鲁·史密斯 · 斯蒂芬·兰伯特 · 伊莱·马西森 · 马修·韦尔斯 · 特拉维斯·布鲁克斯 · 基尔·布朗 · 弗格斯·卡瓦纳 · 德斯·阿博特                                                            |
| 女子曲棍球（詳細） | 荷蘭 · 玛尔切·霍德里 · 玛尔切·保门 · 娜奥米·范阿斯 · 明克·斯马贝斯 · 玛丽莲·阿廖蒂 · 明克·博伊 · 维克·戴克斯特拉 · 弗洛尔切·恩格斯 · 索菲·波尔坎普 · 埃伦·霍格 · 埃娃·德高德 · 利德韦·韦尔滕 · 扬妮克·朔普曼 · 利桑娜·德鲁弗 · 埃芙克·米尔德 · 克莉·约恩克 · 法蒂玛·莫雷拉·德梅洛 · 米克·范赫恩赫伊曾                     | 中國 · 任烨 · 张益萌 · 高丽华 · 陈秋琦 · 赵玉雕 · 李红侠 · 程晖 · 唐春玲 · 周婉峰 · 李爱莉 · 马弋博 · 付宝荣 · 潘凤贞 · 黄俊霞 · 孙镇 · 宋清龄 · 李爽 · 陈朝霞 | 阿根廷（ARG） · 葆拉·武科伊契奇 · 贝伦·苏奇 · 玛格达莱娜·艾塞加 · Mercedes Margalot · Mariana Rossi · 諾亞·巴利歐紐沃 · Giselle Kañevsky · Claudia Burkart · 卢西亚娜·艾马 · 玛丽内·鲁索 · 玛丽安娜·冈萨雷斯·奥利瓦 · 索莱达·加西亚 · 亚历杭德拉·古利亚 · 玛丽亚·德拉帕斯·埃尔南德斯 · 卡拉·蕾貝琪 · 蘿莎里歐·路切提 |

## 外部連結
- 本屆奧運各項項目比賽時間表
- 非洲曲棍球奥运会资格赛 移师肯尼亚内罗毕举行